# Rodrigo Plá
Rodrigo Plá (ur. 9 czerwca 1968 w Montevideo) – urugwajski reżyser, scenarzysta i producent filmowy.

## Życiorys
Od dziewiątego roku życia mieszka w Meksyku. Studiował fotografię, reżyserię i scenariopisarstwo w szkole filmowej Centro de Capacitación Cinematográfica (CCC) w Meksyku. Pracę w branży filmowej zaczynał jako asytent reżysera Carlosa Carrery. Od 1996 roku tworzył wielokrotnie nagradzane filmy krótkometrażowe.
Jego debiut pełnometrażowy, Zona. Teren prywatny (2007), miał swoją premierę na 64. MFF w Wenecji, gdzie zdobył trzy nagrody, w tym Nagrodę im. Luigiego De Laurentiisa za najlepszy debiut reżyserski. Opóźnienie (2012) przyniosło mu dwie nagrody na 72. MFF w Berlinie i zostało oficjalnym urugwajskim kandydatem do Oscara dla najlepszego filmu nieanglojęzycznego, ale ostatecznie nie zdobyło nominacji.
Inne filmy Plá to m.in. Pustynia we mnie (2008), Rewolucja (2010, segment), Potwór o tysiącu głów (2015) i Ten drugi Tom (2021). Żona reżysera, Laura Santullo, pracuje jako scenarzystka przy jego filmach.